# Arcispedale Santo Spirito in Saxia
L'Arcispedale Santo Spirito in Saxia est un ancien hôpital de Rome, refondé par le pape Sixte IV après sa destruction, en 1471, et devenu actuellement un centre de congrès. Il est situé à proximité du Vatican, adjacent à l'Ospedale di Santo Spirito moderne, à l'emplacement de l'antique schola Saxorum (« école des Saxons »). C'est le plus ancien hôpital d'Europe.

## Le complexe

### La corsia Sistina
L'« aile Sixtine » est le principal bâtiment du complexe. Fortement souhaitée par Sixte IV après les ravages, les pillages et les incendies, la salle Sixtine est le bâtiment principal de l'hôpital. Surplombée d'une tour octogonale, l'aile est une immense salle de 120 m de long et 12 m de large, divisée en deux sections distinguées par une lanterne: les deux environnements, ainsi formés, ont pris le nom de Braccio di sotto et Braccio di sopra. 

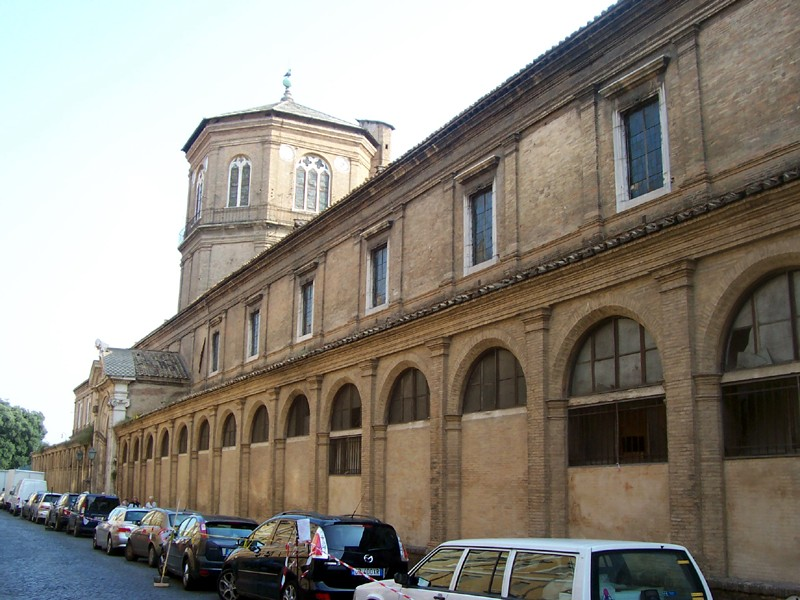
Extérieur.
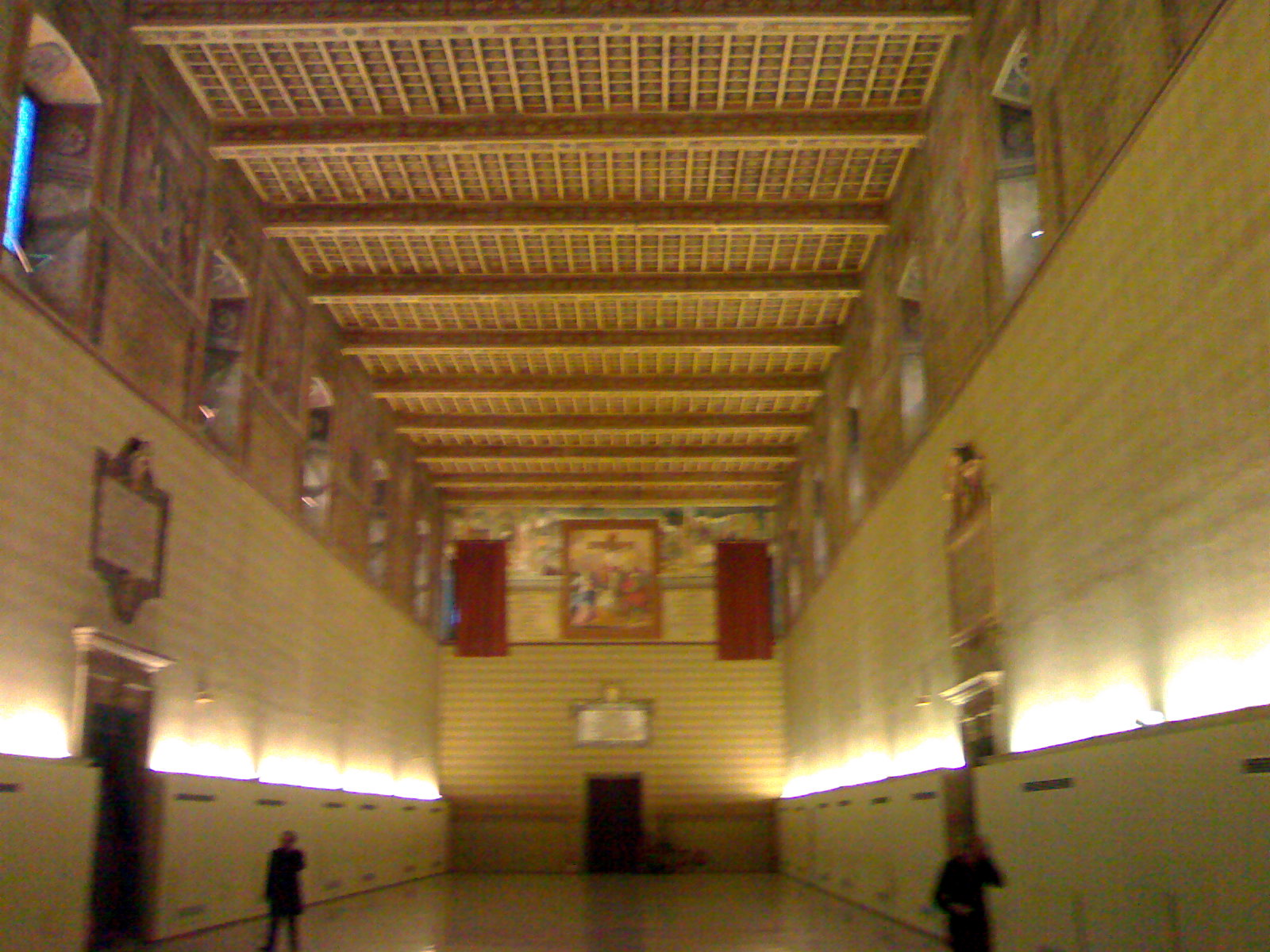
Corsia Sistina, Branche sud.
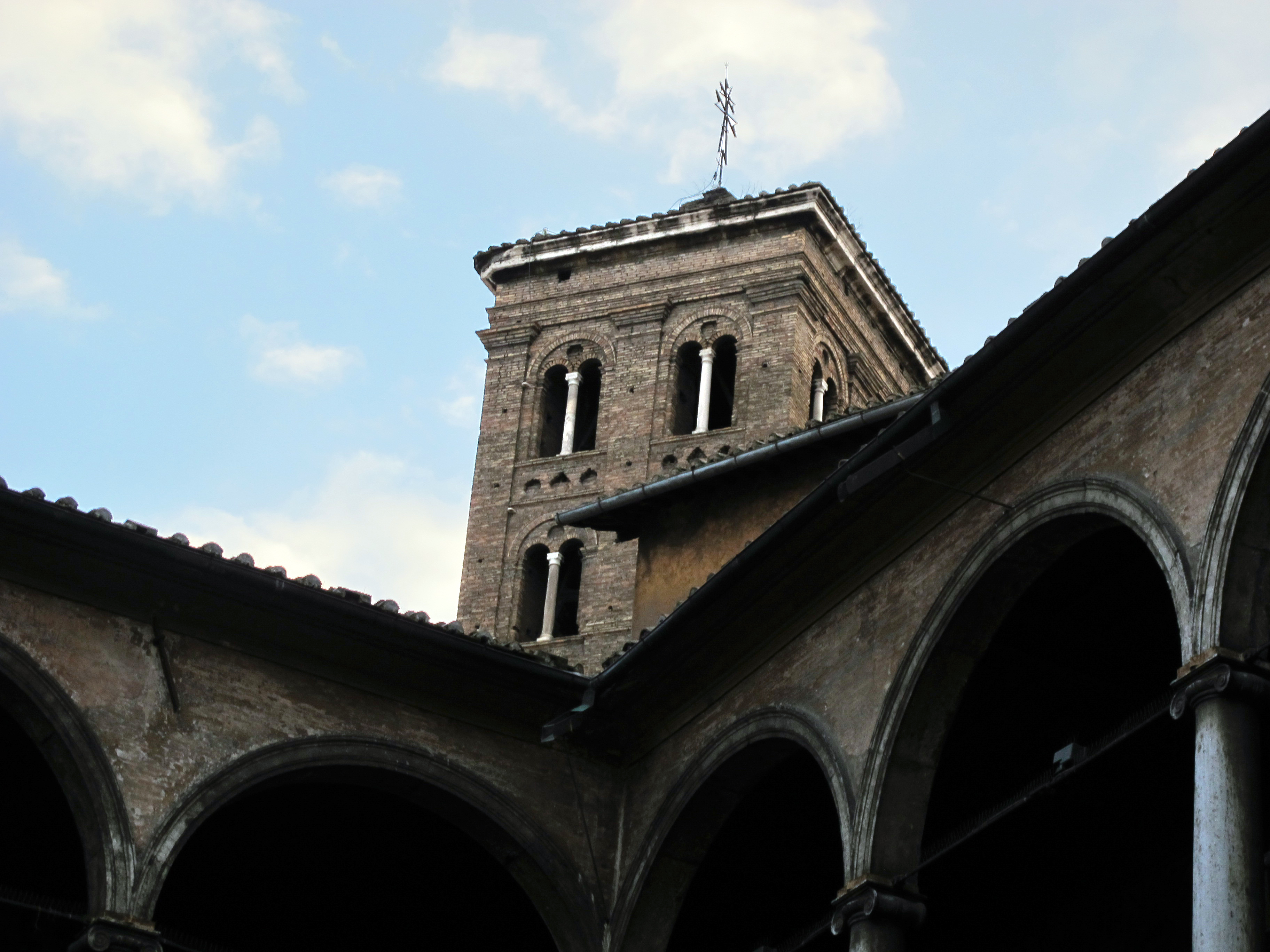
Campanile.
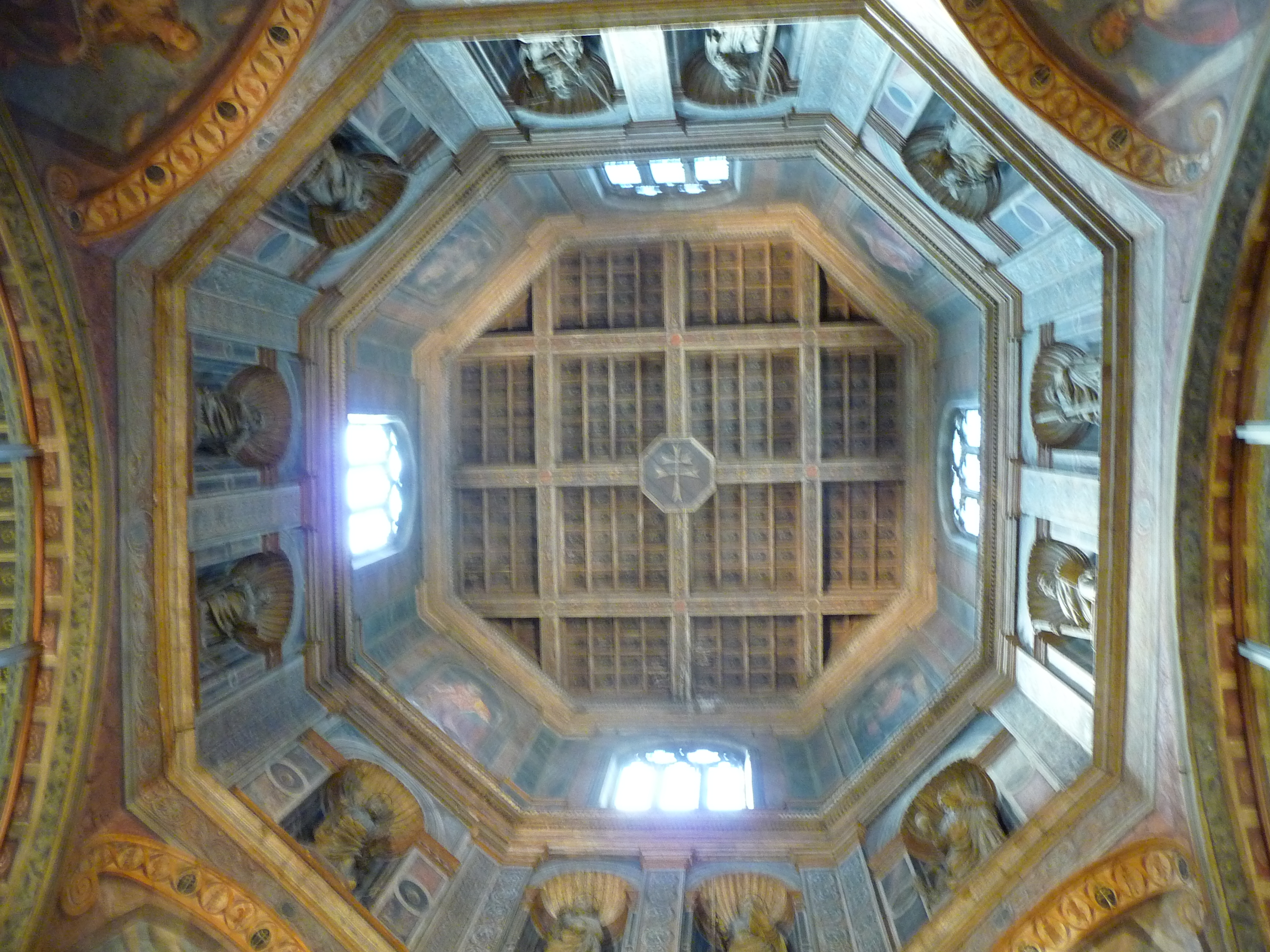
Tour octogonale.
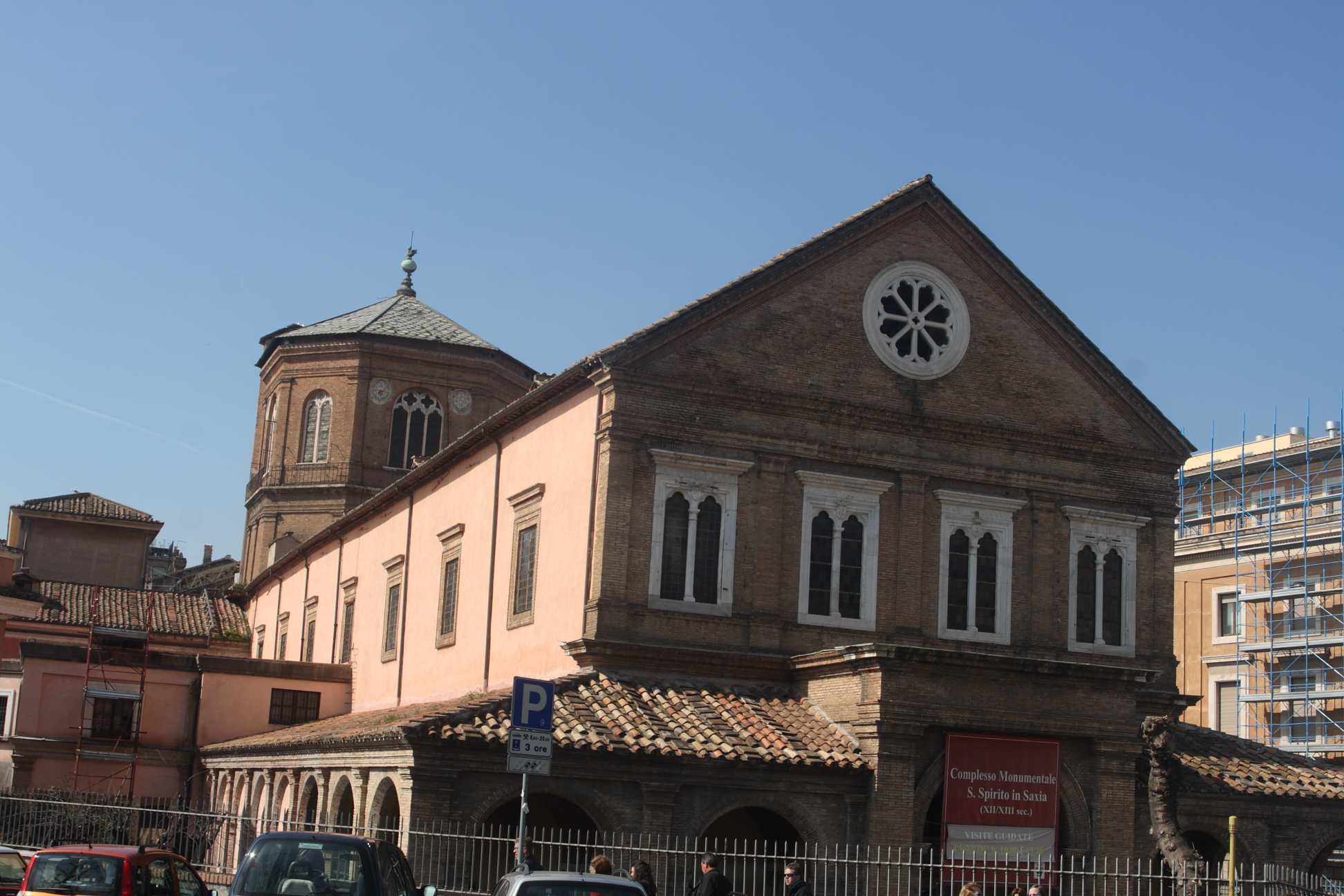
Ancien hôpital.

### Cloître des frères et sœurs
Le pape Sixte IV a fait ériger deux édifices religieux, l'un pour les frères, l'autre pour les nonnes. Les deux bâtiments, qui partageaient le réfectoire et la cuisine, sont disposés autour d'un cloître rectangulaire, encadré d'une double loggia à arcades reposant sur des colonnes ioniques. Apparemment très similaires, les deux édifices présentent cependant de subtiles différences : celui des religieuses est plus grand et présente les armoiries de Sixte IV sur les vitrines des portes et fenêtres. Dans chacun des deux cloîtres, au centre, il y a une fontaine: entre les deux, la plus importante est celle de la cour des religieuses, appelée Fontana dei Delfini, un exemple d'élégance raffinée du XVIe siècle, vraisemblablement l'œuvre de Baccio Pontelli. Il ne faut pas oublier qu'en plus de la cour des religieuses et des frères, il y en a une troisième, située à l'intérieur des arcades de l'« ancien conservatoire ». Ce cloître est entouré d'un jardin avec un puits simple mais élégant au centre. 

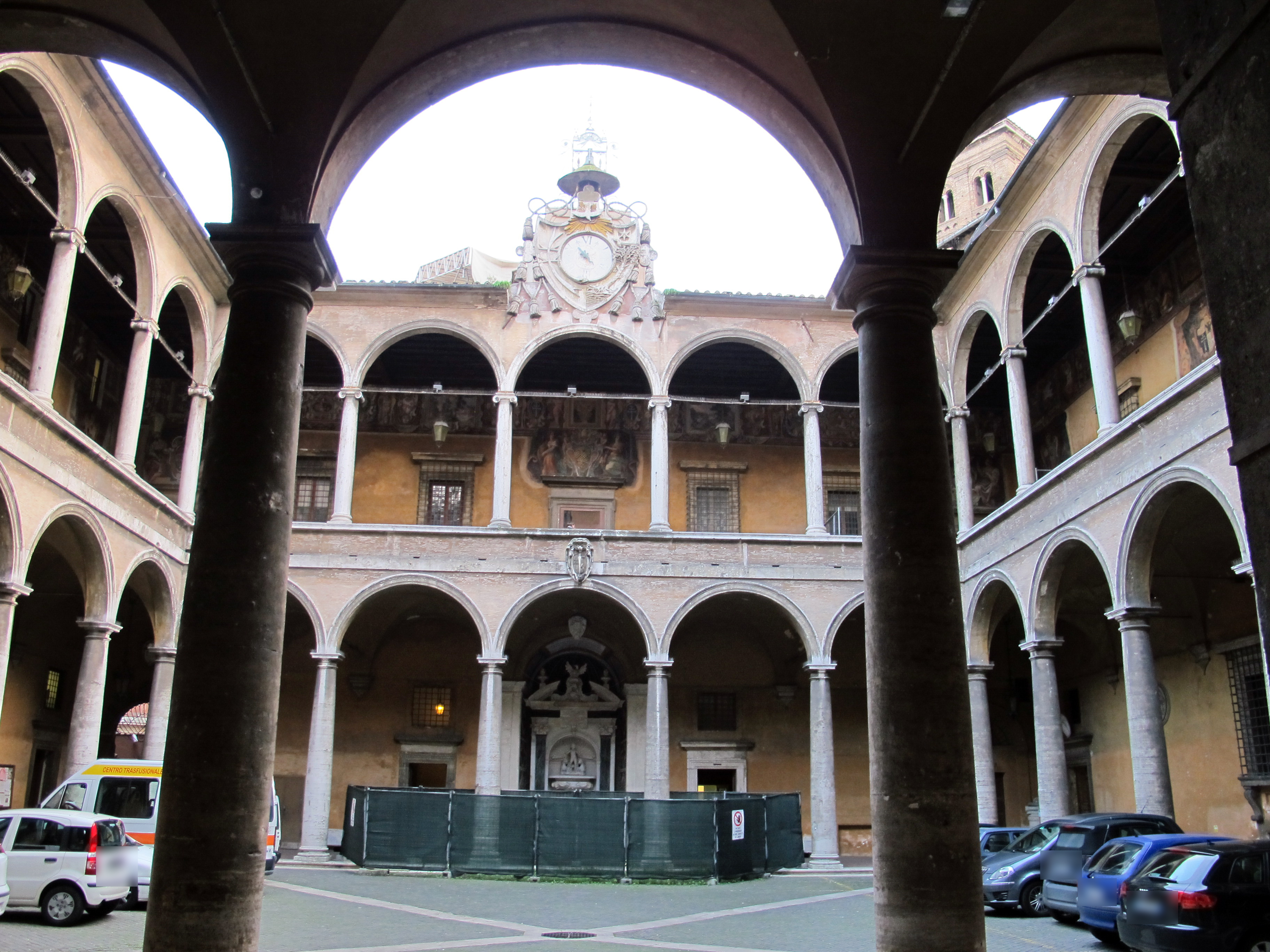
Ancien cloître des Frères et Sœurs.

### Palazzo del Commendatore
Le Palazzo del Commendatore, extension du complexe hospitalier du XVIe siècle, a été construit pendant le pontificat de Pie V et a été dédié à Mgr Bernardino Cirillo, commandant de 1556 à 1575 , considéré comme l'un des commandants les plus célèbres de l'Institut. Le palais serpente autour d'une cour quadrangulaire délimitée par une double loggia, avec des arcs soutenus par des colonnes dont les chapiteaux sont d' ordre dorique pour la loggia inférieure et d' ordre ionique pour la supérieure.
Le plafond a un plafond voûté dans le portique inférieur et un plafond en bois dans le supérieur, tandis que la cour est un impluvium, à la manière de ceux réalisés dans les maisons romaines. Dans l'arche centrale de la loggia inférieure, se trouve une fontaine commandée par le pape Paul V pour orner le palais du Vatican, puis transférée au Palazzo del Commendatore par le pape Alexandre VII. 

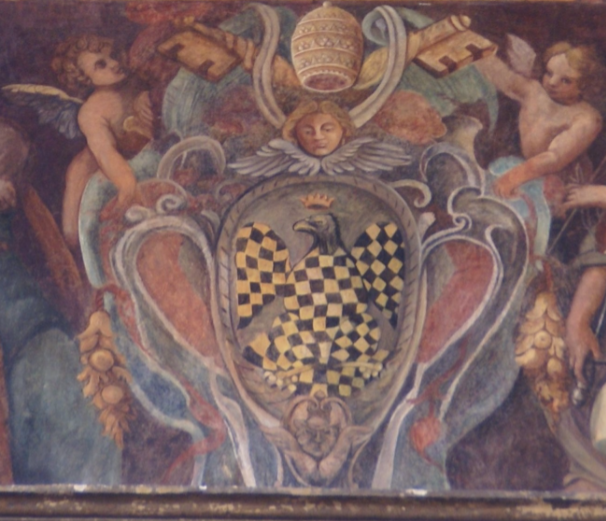
Armoiries du pape Innocent III, dans le Palazzo del Commendatore.
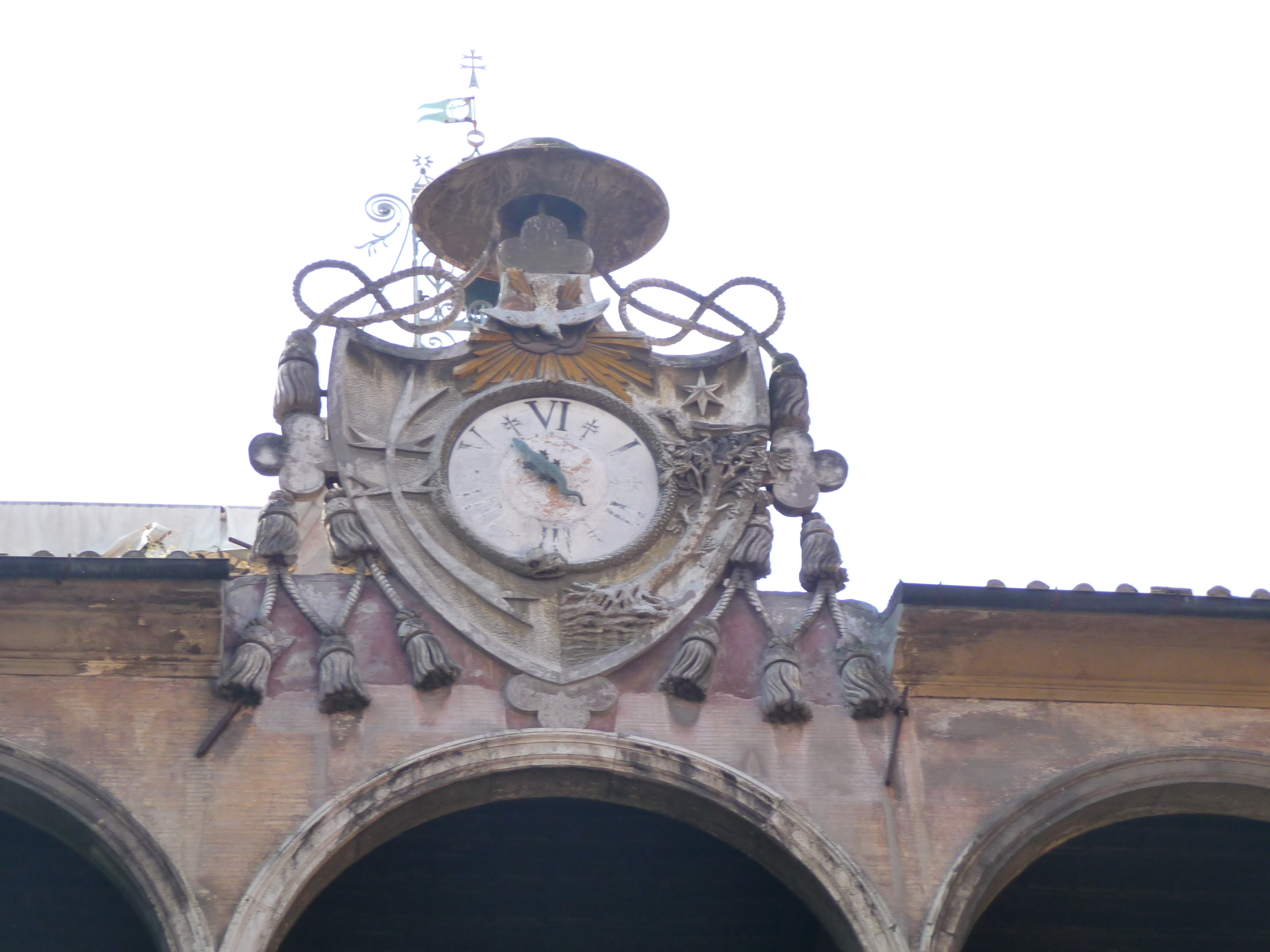
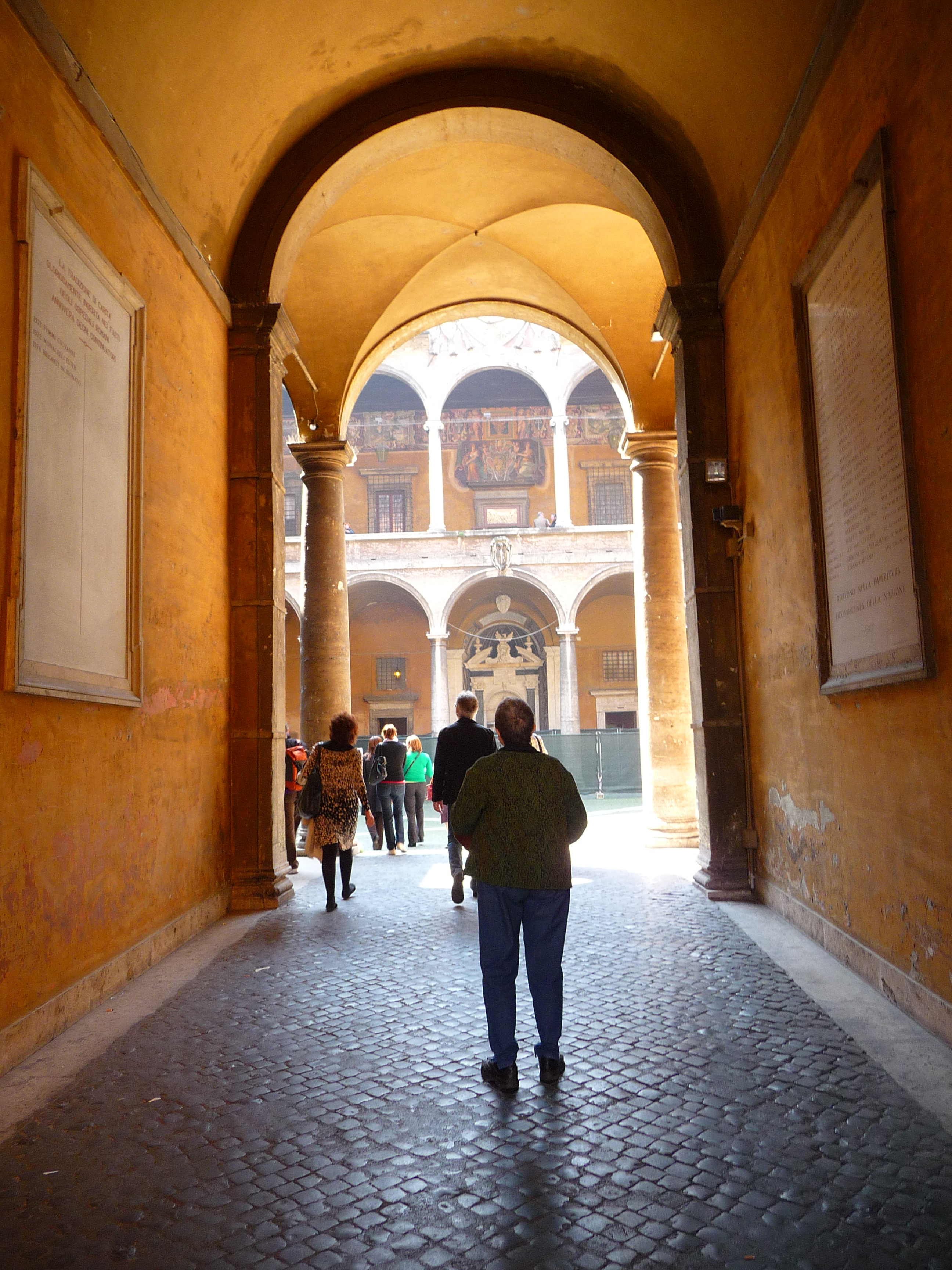

### Bibliothèque Lancisiana
Inaugurée en 1714 en présence du pape Clément XI, elle se compose de deux grandes salles : la première est composée d'un hall d'entrée et d'un vestibule; la seconde, noyau d'origine de la bibliothèque, équipé de 16 étagères en bois. Parmi les collections de volumes conservées ici, il est important de rappeler la collection Lancisi, une collection de textes donnés au roi de France Louis XIV, par le grand-duc de Toscane Cosimo III et par le prince Fürstenberg. La bibliothèque conserve également 373 manuscrits précieux d'époques différentes allant du XIVe au XXe siècle, dont 2 codex en parchemin des écrits d'Avicenne, en latin, et le plus connu Liber Fraternitatis Sancti Spiritus. Derrière l'un des murs de la bibliothèque, une petite fenêtre ouvrant sur les fresques de la cour Sixtine a permis aux différents commandants qui se sont succédé dans la gestion de l'Institut, de contrôler le travail du personnel affecté à l'assistance aux malades. Enfin, au centre de la salle principale de la bibliothèque se trouvent deux magnifiques globes des années 1600.

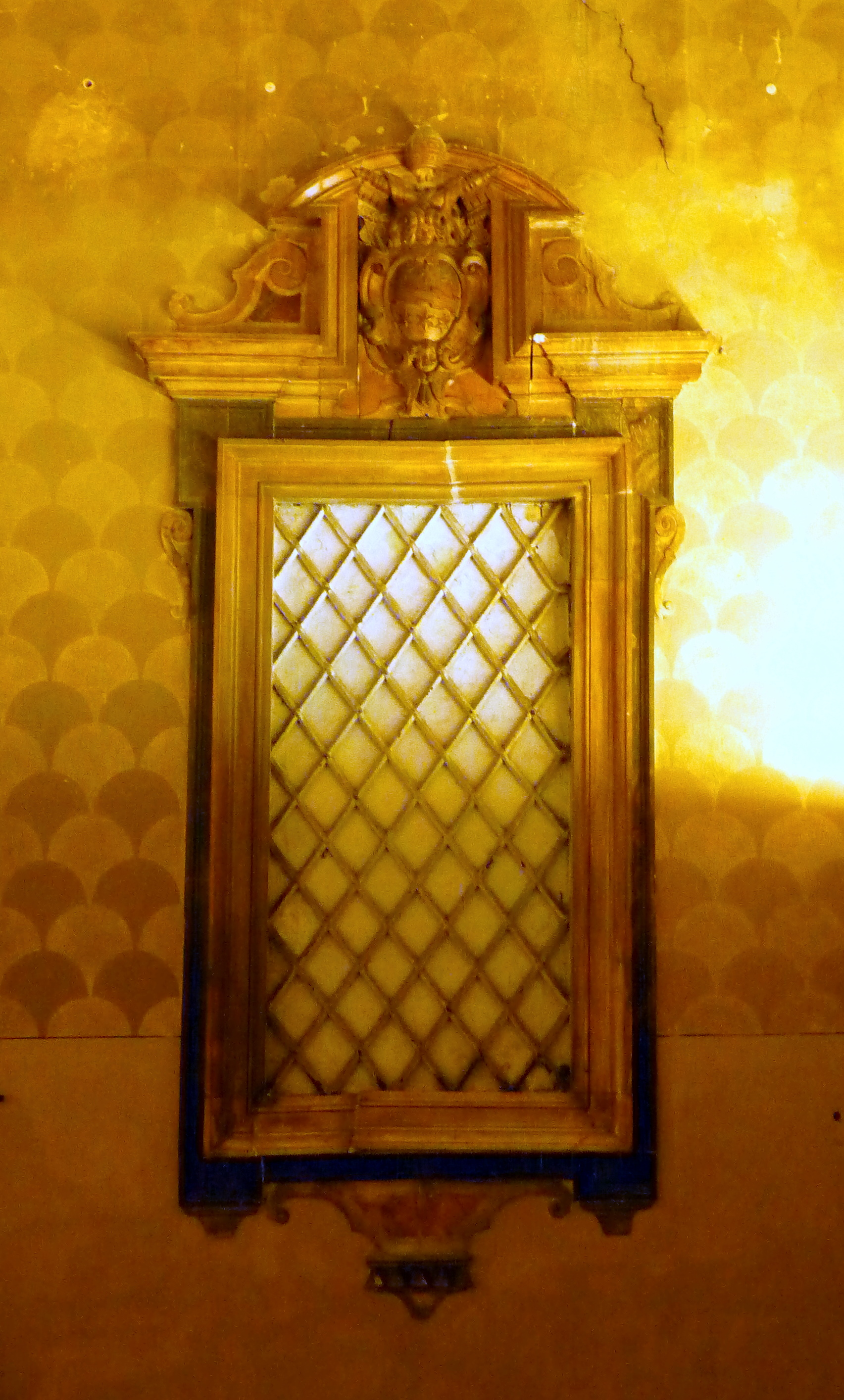
Salle Lancisi, fenêtre de la spezieria.
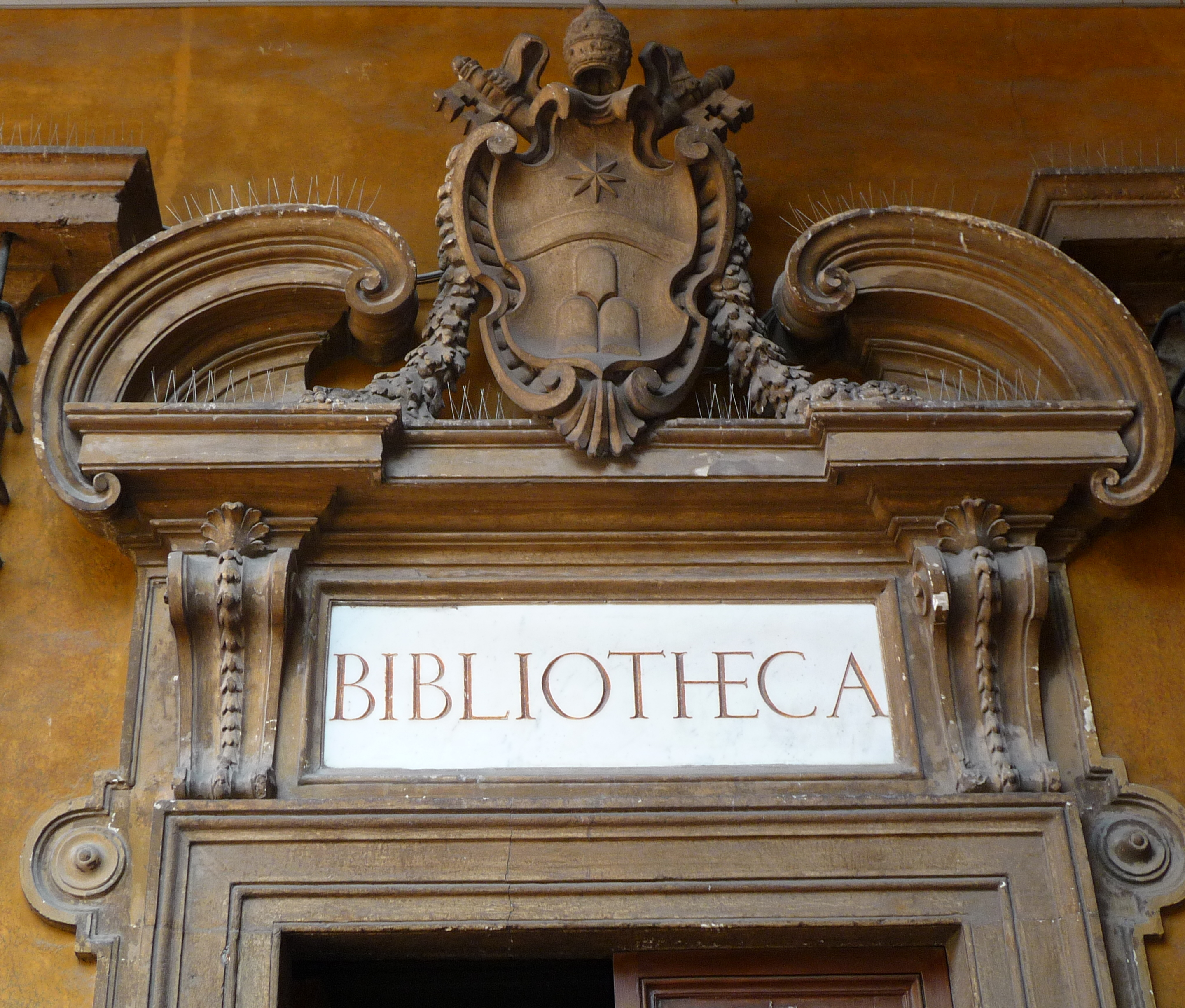

## Personnes décédées dans cet hôpital
- Otto Wächter (1901-1949) (Officier supérieur SS, ancien gouverneur de la Galicie)